# غريبات المفاصل
غريبات المفاصل (الاسم العلمي: Xenarthra) (وكانت تسمى سابقاً الدرد أو اللاضرسيات أو عديمات الأنياب (باللاتينية: Edentata)) هي طبقة من الحيوانات تتبع صنف الوحشيات من طائفة الثدييات. هي مجموعة من الثدييات القليلة التي لا يوجد لها أسنان وان وجدت في بعضها فهي قليلة جداأما من حيث مناطق انتشارها فان هذه الحيوانات تنتشر في قارتي أمريكا

## التصنيف
- الثدييات المشعرة
  - الكسلانيات
    - كسلانيات بطيئات الأرجل

هذه الثدييات تنقسم لقسمين الثدييات من ذوات الشعر والثدييات المدرعة
- اولا الثدييات ذوات الشعر
- دب النمل

هو حيوان يتغذى على اصطياد النمل وتبعا لذلك فان جسمه مجهز بطريقة تساعده على ذلك فوجهه طويل يكاد يشبه خرطوم ومخالبة الامامية طويلة وقوية حيث يقوم بحفر عش النمل وعندما يهيج النمل ويخرج بآلافه يقوم دب النمل بالتهامهايسرعة عجيبة بواسطة لسانه الدبق الطويل الذي يبلغ طوله حوالي خمسين سم
- كسلان ثلاثي المخالب

يسمى هذا الحيوان قدم بطيئة فهو يعتبر من اكسل الحيوانات إذ يمكث لساعت طويلة وهو يتنقل ببطء ويأكل من الاوراق والبراعم والفواكة التي تكون في متناول يده ومع ذلك ياخذ هذا الحيوان استراحة طويلة بعد كل جهد ومن أكثر الامور غرابة في هذا الحيوان هو قيامة بتعليق نفسه معتمدا على اذرعه الممسكة بالاغصان لساعات طويلة
- كسلان ثنائي المخالب

ثنائي الاصابع من اسمه نستدل على تواجد مخلبين في كل طرف من اطرافه الامامية وهو كسلان يشبه في المظهر ثلاثي الاصابع لكنه اصغر قليلا من ناحية الحجم كما أنه يستطيع القفز والنط لمسافات طويلة كذلك يلائم نفسه مع البيئة المحيطة إذ ان لونه يميل إلى الاخضرار.
- ثانيا الثدييات المدرعة
- المدرع {أرماديلو}